# Pablo Lavaselli
Pablo Lavaselli (Buenos Aires, Argentina, 31 de mayo de 1995) es un reconocido atleta argentino de jiu-jitsu brasileño.
Lavaselli ha sido dos veces campeón del mundo de Jiu-jitsu brasileño de AJP (Abu Dhabi Jiu-Jitsu Pro)

## Antecedentes
Nacido en la Ciudad Autónoma Buenos Aires, Pablo comenzó a entrenar MMA cuando tenía 17 años, pronto se dio cuenta de que se divertía mucho más en las clases de grappling que en las de striking. Por esa razón, dejó la clase de MMA y se fue a una academia de Jiu-Jitsu. 
Se quedó en la academia 360 en Belgrano por un tiempo con el entrenador Eduardo Amarante, quien le graduó a Pablo hasta su cinturón azul. Sin embargo, poco después de la graduación, Lavaselli decidió de irse por diferencias personales con su entrenador y comenzó a entrenar en casa, con sus amigos Matías Estévez, Joaquín Rodríguez, etc, quienes también son bien conocidos en la comunidad de Jiu-Jitsu en Argentina en el día de hoy.
Con una vasta experiencia como tenista, Pablo tenía la ética de trabajo y una idea clara de cómo debería estructurarse su entrenamiento. Construyó un mini gimnasio con colchonetas en su garaje e invitó a amigos y otras personas a venir. No hubo escasez de compañeros de entrenamiento para Lavaselli, por lo que su carrera, aunque bajo un régimen de entrenamiento al estilo "ronin", no se estancó.
Durante el entrenamiento en su casa con amigos y gente de diferentes academias, Pablo se conectó con Eduardo Duarte y Miguel Alderete de Nova União Argentina. Aunque Pablo no se sumó como parte de la academia de estos dos cinturones negros, se hicieron cargo de las promociones de Lavaselli, siendo Duarte quien le graduó a Pablo con su cinturón negro el 3 de agosto de 2019.
A principios de 2020, Andre Porfirio invitó a Lavaselli a Orlando para entrenar, respaldado por un proyecto de BJJ llamado "Agora", dirigido por Patrick Cooligan, que ayuda a jóvenes atletas talentosos con sus primeros pasos. Pablo podía tener accesos al mejor circuito de grappling del mundo, Estados Unidos, obteniendo grandes elogios al competir en el circuito IBJJF.

## Campeonatos y logros
| Puesto            | Campeonato                              | Año  | Observación |
| ----------------- | --------------------------------------- | ---- | ----------- |
| Medalla de oro    | IBJJF Sacramento International Open     | 2024 |             |
| Medalla de oro    | IBJJF Orange County International Open  | 2023 |             |
| Medalla de oro    | IBJJF Los Angeles International Open    | 2023 |             |
| Medalla de oro    | IBJJF Atlanta Winter International Open | 2023 |             |
| Medalla de oro    | IBJJF Austin Winter International Open  | 2023 |             |
| Medalla de oro    | IBJJF Pan Pacific                       | 2022 | Meiopesado  |
| Medalla de oro    | IBJJF Austin Summer International Open  | 2022 | No-Gi       |
| Medalla de oro    | IBJJF Nashville Fall International Open | 2022 |             |
| Medalla de oro    | IBJJF Atlanta Fall International Open   | 2022 |             |
| Medalla de oro    | IBJJF Jiu-Jitsu CON International       | 2022 |             |
| Medalla de oro    | IBJJF American National                 | 2022 |             |
| Medalla de oro    | CBJJ Brasileiro                         | 2022 |             |
| Medalla de oro    | IBJJF Waco International Open           | 2022 | Absoluto    |
| Medalla de oro    | IBJJF Atlanta Winter Open               | 2020 |             |
| Medalla de oro    | IBJJF Houston Open                      | 2020 |             |
| Medalla de oro    | IBJJF Foley Winter Open                 | 2020 |             |
| Medalla de plata  | IBJJF PAN Championship                  | 2023 |             |
| Medalla de plata  | IBJJF Austin Winter International Open  | 2023 | No-Gi       |
| Medalla de plata  | IBJJF Pan Pacific                       | 2022 | Absoluto    |
| Medalla de plata  | IBJJF Austin Summer International Open  | 2022 |             |
| Medalla de plata  | IBJJF Waco International Open           | 2022 |             |
| Medalla de plata  | IBJJF Orlando Open                      | 2021 |             |
| Medalla de plata  | IBJJF Jiu-Jitsu CON International       | 2021 |             |
| Medalla de plata  | IBJJF Nashville International Open      | 2021 |             |
| Medalla de plata  | IBJJF American Nationals                | 2020 |             |
| Medalla de plata  | IBJJF Orlando International Open        | 2020 |             |
| Medalla de bronce | European IBJJF                          | 2024 |             |
| Medalla de bronce | IBJJF Los Angeles International Open    | 2024 |             |
| Medalla de bronce | IBJJF Los Angeles International Open    | 2024 | Absoluto    |
| Medalla de bronce | IBJJF Dallas International Open         | 2024 |             |
| Medalla de bronce | IBJJF Dallas International Open         | 2023 |             |
| Medalla de plata  | IBJJF American Nationals                | 2019 | marrón      |
| Medalla de bronce | CBJJ Brasileiro                         | 2017 | violeta     |

| Puesto            | Campeonato                           | Año  | Observación     |
| ----------------- | ------------------------------------ | ---- | --------------- |
| Medalla de oro    | AJP Abu Dhabi World Pro              | 2021 |                 |
| Medalla de oro    | AJP Abu Dhabi World Pro              | 2020 | abril de 2021   |
| Medalla de oro    | AJP South America Continental Pro    | 2022 |                 |
| Medalla de oro    | AJP Canada National Pro              | 2020 |                 |
| Medalla de plata  | AJP Abu Dhabi World Pro              | 2022 |                 |
| Medalla de oro    | UAEJJF South America Continental Pro | 2019 | marrón          |
| Medalla de oro    | UAEJJF South America Continental Pro | 2018 | marrón          |
| Medalla de oro    | UAEJJF Brazil National Pro           | 2019 | marrón absoluto |
| Medalla de plata  | UAEJJF North America Continental Pro | 2018 | marrón          |
| Medalla de plata  | UAEJJF Abu Dhabi World Pro           | 2018 | marrón          |
| Medalla de plata  | UAEJJF Grand Slam Rio de Janeiro     | 2018 | marrón          |
| Medalla de bronce | UAEJJF Abu Dhabi World Pro           | 2019 | marrón          |
| Medalla de bronce | UAEJJF Grand Slam London             | 2019 | marrón          |
| Medalla de bronce | UAEJJF Brazil National Pro           | 2019 | marrón          |
| Medalla de oro    | UAEJJF Argentina National Pro        | 2017 | violeta         |

| Puesto         | Campeonato    | Año  | Observación |
| -------------- | ------------- | ---- | ----------- |
| Medalla de oro | CBJJE Mundial | 2018 | marrón      |